# Liste antiker Ortsnamen und geographischer Bezeichnungen/Af
| Lateinischer Name | Griechischer Name | Beschreibung                                                                  | Heute  | Quellen und Verweise | Lage |
| ----------------- | ----------------- | ----------------------------------------------------------------------------- | ------ | -------------------- | ---- |
| Affilae, Afilae   |                   | Oppidum im Latium                                                             | Affile | RE; Smith;           |      |
| Africa            | Ἀφρική (Aphrikē)  | der Kontinent Afrika im weiteren, die römische Provinz Africa im engeren Sinn |        | Smith;               |      |